# مرو دستر
مِرَو دُستر (زادهٔ ۱۹۷۶ در اسرائیل) بانوی فیلمنامه‌نویس اسرائیلی است. وی به خاطر نوشتن فیلمنامه نخستین کارش یعنی فیلم چشمانی کاملاً باز که در جشنواره فیلم کن به نمایش درآمد به شهرت رسید. او هم‌اکنون در شهر تل آویو زندگی می‌کند.